# 100 Boots
100 Boots (littéralement « 100 Bottes ») est une série photographique effectuée par l'artiste américaine Eleanor Antin entre 1971 et 1973,,.

## Description
100 Boots consiste en 51 photographies de 50 paires de bottes en caoutchouc (qui donnent son nom à l'œuvre), mises en scène dans des situations diverses : alignées devant l'océan, en rond autour d'un feu de camp, semblant marcher vers une église, etc. L'ensemble des photographies décrit le trajet fictif des 100 bottes, débutant devant l'océan Pacifique en Californie et se terminant à New York.
Chaque photographie est un tirage argentique sur gélatine mesurant 4 ¹⁄₂ × 7 pouces (11,4 × 17,8 cm), en noir et blanc. Il s'agit également d'une carte postale : le verso de chaque photographie indique le nom de l'auteur, le titre, le lieu, la date et l'heure de la prise de vue. Chaque image est créditée à Philip Steinmetz. L'adresse de l'artiste est donnée à Solana Beach ou New York.
Les titres des photographies débutent systématiquement par « 100 Boots » et décrivent ce que les bottes sont censées effectuer : 100 Boots on their Way to Church, 100 Boots on the Job, 100 Boots Doing their Best, etc.

## Historique
Eleanor Antin réalise la série photographique des 100 Boots entre le 9 février 1971 et le 16 mai 1973. Les bottes proviennent d'un magasin de surplus militaire. Pendant deux ans, Antin voyage de site en site, installant les bottes dans diverses configurations avant de les prendre en photo.
Pour distribuer ses photographies, Antin fait le choix légèrement inhabituel de l'art postal : elle évite ainsi le système traditionnel des galeries d'art et utilise le United States Postal Service. Chaque photographie est imprimée comme carte postale, et les différentes cartes sont expédiées à un millier de destinataires : artistes, critiques, bibliothèques, institutions, etc. Les expéditions s'étalent entre le 15 mai 1971 et le 9 juillet 1973 (pas forcément dans l'ordre de prise de vue), à intervalles irréguliers, entre 3 jours et 5 semaines, déterminés par ce qu'Antin considère être « la nécessité interne de la narration » : pendant deux ans et demi, les bottes deviennent ainsi les protagonistes d'une histoire, qui culmine par leur arrivée à New York.
Entre le 30 mai et le 8 juillet 1973, en conjonction avec l'arrivée fictive des bottes à New York, le projet donne lieu à une exposition individuelle au Museum of Modern Art. Les 100 bottes sont exposées, visibles uniquement à travers un œilleton et une porte entrebaillée. La série des 51 cartes postales, ainsi que 21 nouvelles photographies des bottes dans New York, sont affichées dans les galeries aux alentours.